# U20-världsmästerskapet i fotboll 2007

Turneringen spelades på sex orter.

U20-världsmästerskapet i fotboll 2007 var 2007 års upplaga av U20-VM i fotboll, och hölls i Kanada mellan 30 juni och 22 juli i Toronto, Edmonton, Montréal, Ottawa, Victoria och Burnaby. Finalen spelades i Toronto på den nybyggda arenan National Soccer Stadium.
Två dagar innan turneringen började hade 950 000 biljetter sålts och den 3 juli såldes den miljonte biljetten. I turneringen deltog totalt 24 länder från sex kontinenter. Värdlandet kvalade in automatiskt.

## Kvalificering
| Organisation                               | Kvalturnering                                 | Länder                                                        |
| ------------------------------------------ | --------------------------------------------- | ------------------------------------------------------------- |
| AFC (Asien)                                | AFC Ungdomsmästerskapet 2006                  | Japan · Jordanien · Nordkorea · Sydkorea                      |
| Caf (Afrika)                               | 2007 Afrikanska Ungdomsmästerskapet           | Gambia · Kongo-Brazzaville · Nigeria · Zambia                 |
| Concacaf (Nord-, Mellanamerika & Karibien) | 2007 CONCACAF U20 Turnering                   | Costa Rica · Mexiko · Panama · USA                            |
| Conmebol (Sydamerika)                      | 2007 Sydamerikanska Ungdomsturneringen        | Argentina · Brasilien · Chile · Uruguay                       |
| OFC (Oceanien)                             | 2007 OFC U20 Turnering                        | Nya Zeeland                                                   |
| Uefa (Europa)                              | 2006 UEFA Europeiska U19 Fotbollsmästerskapet | Polen · Portugal · Skottland · Spanien · Tjeckien · Österrike |
| Värdland                                   | Värdland                                      | Kanada                                                        |

## Gruppspel

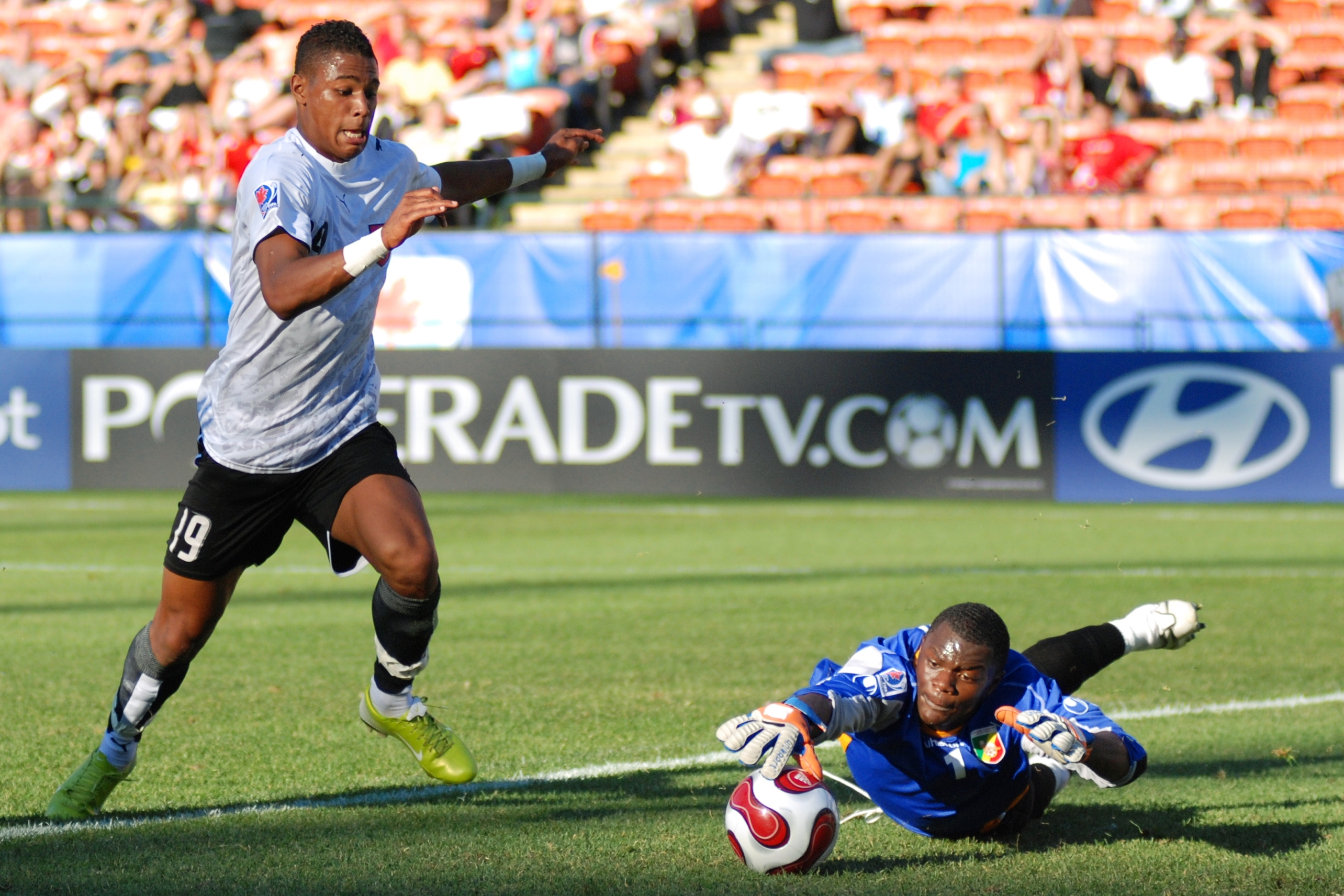
Kongos Destin Onka räddar framför fötterna på Österrikes Rubin Okotie

De 24 lagen delades sammanlagt in i 6 olika grupper (4 lag i varje grupp) enligt en lottning som ägde rum 3 mars 2007. Lagen i grupperna spelar mot varandra en gång (Vinst = 3p, Oavgjort = 1p, Förlust = 0p). Gruppens vinnare och andraplatstagare kvalar in till Åttondelsfinalen, samt de 4 bästa tredjeplatstagarna.

### Grupp A
| Nr | Lag               | S | V | O | F | GM | IM | MS | P |
| -- | ----------------- | - | - | - | - | -- | -- | -- | - |
| 1  | Chile             | 3 | 2 | 1 | 0 | 6  | 0  | +6 | 7 |
| 2  | Österrike         | 3 | 1 | 2 | 0 | 2  | 1  | +1 | 5 |
| 3  | Kongo-Brazzaville | 3 | 1 | 1 | 1 | 3  | 4  | −1 | 4 |
| 4  | Kanada            | 3 | 0 | 0 | 3 | 0  | 6  | −6 | 0 |

|             | 1 juli 2007 | Kanada | 0 – 3           | Chile                                                    | National Soccer Stadium                                           |                                                                   |
| 19:45 UTC−4 | 19:45 UTC−4 |        | (0 – 1) Rapport | 25′ Nicolás Medina 54′ Carlos Carmona 81′ Jaime Grondona | Toronto Publik: 20 195 Domare: Alberto Undiano Mallenco (Spanien) | Toronto Publik: 20 195 Domare: Alberto Undiano Mallenco (Spanien) |
| 19:45 UTC−4 | 19:45 UTC−4 |        |                 |                                                          | Toronto Publik: 20 195 Domare: Alberto Undiano Mallenco (Spanien) | Toronto Publik: 20 195 Domare: Alberto Undiano Mallenco (Spanien) |
| 19:45 UTC−4 | 19:45 UTC−4 |        |                 |                                                          | Toronto Publik: 20 195 Domare: Alberto Undiano Mallenco (Spanien) | Toronto Publik: 20 195 Domare: Alberto Undiano Mallenco (Spanien) |

|             | 1 juli 2007 | Kongo-Brazzaville         | 1 – 1           | Österrike       | Commonwealth Stadium                                        |                                                             |
| 17:45 UTC−6 | 17:45 UTC−6 | Franchel Ibara 59′ (str.) | (0 – 1) Rapport | 7′ Erwin Hoffer | Edmonton Publik: 19 899 Domare: Enrico Wijngaarde (Surinam) | Edmonton Publik: 19 899 Domare: Enrico Wijngaarde (Surinam) |
| 17:45 UTC−6 | 17:45 UTC−6 |                           |                 |                 | Edmonton Publik: 19 899 Domare: Enrico Wijngaarde (Surinam) | Edmonton Publik: 19 899 Domare: Enrico Wijngaarde (Surinam) |
| 17:45 UTC−6 | 17:45 UTC−6 |                           |                 |                 | Edmonton Publik: 19 899 Domare: Enrico Wijngaarde (Surinam) | Edmonton Publik: 19 899 Domare: Enrico Wijngaarde (Surinam) |

|             | 5 juli 2007 | Österrike        | 1 – 0           | Kanada | Commonwealth Stadium                                         |                                                              |
| 17:45 UTC−6 | 17:45 UTC−6 | Rubin Okotie 47′ | (0 – 0) Rapport |        | Edmonton Publik: 31 579 Domare: Hernando Buitrago (Colombia) | Edmonton Publik: 31 579 Domare: Hernando Buitrago (Colombia) |
| 17:45 UTC−6 | 17:45 UTC−6 |                  |                 |        | Edmonton Publik: 31 579 Domare: Hernando Buitrago (Colombia) | Edmonton Publik: 31 579 Domare: Hernando Buitrago (Colombia) |
| 17:45 UTC−6 | 17:45 UTC−6 |                  |                 |        | Edmonton Publik: 31 579 Domare: Hernando Buitrago (Colombia) | Edmonton Publik: 31 579 Domare: Hernando Buitrago (Colombia) |

|             | 5 juli 2007 | Chile                                                  | 3 – 0           | Kongo-Brazzaville | Commonwealth Stadium                                         |                                                              |
| 20:30 UTC−6 | 20:30 UTC−6 | Alexis Sánchez 49′ Nicolás Medina 75′ Arturo Vidal 82′ | (0 – 0) Rapport |                   | Edmonton Publik: 30 352 Domare: Ravshan Irmatov (Uzbekistan) | Edmonton Publik: 30 352 Domare: Ravshan Irmatov (Uzbekistan) |
| 20:30 UTC−6 | 20:30 UTC−6 |                                                        |                 |                   | Edmonton Publik: 30 352 Domare: Ravshan Irmatov (Uzbekistan) | Edmonton Publik: 30 352 Domare: Ravshan Irmatov (Uzbekistan) |
| 20:30 UTC−6 | 20:30 UTC−6 |                                                        |                 |                   | Edmonton Publik: 30 352 Domare: Ravshan Irmatov (Uzbekistan) | Edmonton Publik: 30 352 Domare: Ravshan Irmatov (Uzbekistan) |

|             | 8 juli 2007 | Kanada | 0 – 2           | Kongo-Brazzaville                      | Commonwealth Stadium                                  |                                                       |
| 18:00 UTC−6 | 18:00 UTC−6 |        | (0 – 1) Rapport | 26′ Ermejea Ngakosso 60′ Gracia Ikouma | Edmonton Publik: 32 058 Domare: Howard Webb (England) | Edmonton Publik: 32 058 Domare: Howard Webb (England) |
| 18:00 UTC−6 | 18:00 UTC−6 |        |                 |                                        | Edmonton Publik: 32 058 Domare: Howard Webb (England) | Edmonton Publik: 32 058 Domare: Howard Webb (England) |
| 18:00 UTC−6 | 18:00 UTC−6 |        |                 |                                        | Edmonton Publik: 32 058 Domare: Howard Webb (England) | Edmonton Publik: 32 058 Domare: Howard Webb (England) |

|             | 8 juli 2007 | Chile | 0 – 0   | Österrike | National Soccer Stadium                                   |                                                           |
| 20:00 UTC−4 | 20:00 UTC−4 |       | Rapport |           | Toronto Publik: 19 526 Domare: Joel Aguilar (El Salvador) | Toronto Publik: 19 526 Domare: Joel Aguilar (El Salvador) |
| 20:00 UTC−4 | 20:00 UTC−4 |       |         |           | Toronto Publik: 19 526 Domare: Joel Aguilar (El Salvador) | Toronto Publik: 19 526 Domare: Joel Aguilar (El Salvador) |
| 20:00 UTC−4 | 20:00 UTC−4 |       |         |           | Toronto Publik: 19 526 Domare: Joel Aguilar (El Salvador) | Toronto Publik: 19 526 Domare: Joel Aguilar (El Salvador) |

### Grupp B
| Nr | Lag       | S | V | O | F | GM | IM | MS | P |
| -- | --------- | - | - | - | - | -- | -- | -- | - |
| 1  | Spanien   | 3 | 2 | 1 | 0 | 8  | 5  | +3 | 7 |
| 2  | Zambia    | 3 | 1 | 1 | 1 | 4  | 3  | +1 | 4 |
| 3  | Uruguay   | 3 | 1 | 1 | 1 | 3  | 4  | −1 | 4 |
| 4  | Jordanien | 3 | 0 | 1 | 2 | 3  | 6  | −3 | 1 |

|             | 1 juli 2007 | Jordanien          | 1 – 1           | Zambia                | Swangard Stadium                                  |                                                   |
| 14:15 UTC−7 | 14:15 UTC−7 | Abdallah Salim 41′ | (1 – 1) Rapport | 8′ (str.) Fwayo Tembo | Burnaby Publik: 10 000 Domare: Terry Vaughn (USA) | Burnaby Publik: 10 000 Domare: Terry Vaughn (USA) |
| 14:15 UTC−7 | 14:15 UTC−7 |                    |                 |                       | Burnaby Publik: 10 000 Domare: Terry Vaughn (USA) | Burnaby Publik: 10 000 Domare: Terry Vaughn (USA) |
| 14:15 UTC−7 | 14:15 UTC−7 |                    |                 |                       | Burnaby Publik: 10 000 Domare: Terry Vaughn (USA) | Burnaby Publik: 10 000 Domare: Terry Vaughn (USA) |

|             | 1 juli 2007 | Spanien                                    | 2 – 2           | Uruguay                            | Swangard Stadium                                         |                                                          |
| 17:00 UTC−7 | 17:00 UTC−7 | Adrián López Álvarez 71′ Diego Capel 90+3′ | (0 – 0) Rapport | 47′ Edinson Cavani 56′ Luis Suárez | Burnaby Publik: 10 000 Domare: Wolfgang Stark (Tyskland) | Burnaby Publik: 10 000 Domare: Wolfgang Stark (Tyskland) |
| 17:00 UTC−7 | 17:00 UTC−7 |                                            |                 |                                    | Burnaby Publik: 10 000 Domare: Wolfgang Stark (Tyskland) | Burnaby Publik: 10 000 Domare: Wolfgang Stark (Tyskland) |
| 17:00 UTC−7 | 17:00 UTC−7 |                                            |                 |                                    | Burnaby Publik: 10 000 Domare: Wolfgang Stark (Tyskland) | Burnaby Publik: 10 000 Domare: Wolfgang Stark (Tyskland) |

|             | 4 juli 2007 | Uruguay            | 1 – 0           | Jordanien | Swangard Stadium                                           |                                                            |
| 17:00 UTC−7 | 17:00 UTC−7 | Edinson Cavani 40′ | (1 – 0) Rapport |           | Burnaby Publik: 10 000 Domare: Peter O'Leary (Nya Zeeland) | Burnaby Publik: 10 000 Domare: Peter O'Leary (Nya Zeeland) |
| 17:00 UTC−7 | 17:00 UTC−7 |                    |                 |           | Burnaby Publik: 10 000 Domare: Peter O'Leary (Nya Zeeland) | Burnaby Publik: 10 000 Domare: Peter O'Leary (Nya Zeeland) |
| 17:00 UTC−7 | 17:00 UTC−7 |                    |                 |           | Burnaby Publik: 10 000 Domare: Peter O'Leary (Nya Zeeland) | Burnaby Publik: 10 000 Domare: Peter O'Leary (Nya Zeeland) |

|             | 4 juli 2007 | Zambia             | 1 – 2           | Spanien                                           | Swangard Stadium                                         |                                                          |
| 19:45 UTC−7 | 19:45 UTC−7 | William Njobvu 74′ | (0 – 2) Rapport | 30′ (str.) Mario Suárez Mata 40′ Juan Manuel Mata | Burnaby Publik: 10 000 Domare: German Arredondo (Mexiko) | Burnaby Publik: 10 000 Domare: German Arredondo (Mexiko) |
| 19:45 UTC−7 | 19:45 UTC−7 |                    |                 |                                                   | Burnaby Publik: 10 000 Domare: German Arredondo (Mexiko) | Burnaby Publik: 10 000 Domare: German Arredondo (Mexiko) |
| 19:45 UTC−7 | 19:45 UTC−7 |                    |                 |                                                   | Burnaby Publik: 10 000 Domare: German Arredondo (Mexiko) | Burnaby Publik: 10 000 Domare: German Arredondo (Mexiko) |

|             | 7 juli 2007 | Spanien                                              | 4 – 2           | Jordanien                             | Swangard Stadium                                            |                                                             |
| 14:15 UTC−7 | 14:15 UTC−7 | Adrián López Álvarez 29′, 32′, 38′ Marcos García 79′ | (3 – 0) Rapport | 48′ Loiy Al Zaideh 56′ Abdallah Salim | Burnaby Publik: 10 000 Domare: Hernando Buitrago (Colombia) | Burnaby Publik: 10 000 Domare: Hernando Buitrago (Colombia) |
| 14:15 UTC−7 | 14:15 UTC−7 |                                                      |                 |                                       | Burnaby Publik: 10 000 Domare: Hernando Buitrago (Colombia) | Burnaby Publik: 10 000 Domare: Hernando Buitrago (Colombia) |
| 14:15 UTC−7 | 14:15 UTC−7 |                                                      |                 |                                       | Burnaby Publik: 10 000 Domare: Hernando Buitrago (Colombia) | Burnaby Publik: 10 000 Domare: Hernando Buitrago (Colombia) |

|             | 7 juli 2007 | Uruguay | 0 – 2           | Zambia                                       | Royal Athletic Park                                      |                                                          |
| 14:15 UTC−7 | 14:15 UTC−7 |         | (0 – 1) Rapport | 22′ (str.) Clifford Mulenga 51′ Rodgers Kola | Victoria Publik: 11 500 Domare: Martin Hansson (Sverige) | Victoria Publik: 11 500 Domare: Martin Hansson (Sverige) |
| 14:15 UTC−7 | 14:15 UTC−7 |         |                 |                                              | Victoria Publik: 11 500 Domare: Martin Hansson (Sverige) | Victoria Publik: 11 500 Domare: Martin Hansson (Sverige) |
| 14:15 UTC−7 | 14:15 UTC−7 |         |                 |                                              | Victoria Publik: 11 500 Domare: Martin Hansson (Sverige) | Victoria Publik: 11 500 Domare: Martin Hansson (Sverige) |

### Grupp C
| Nr | Lag         | S | V | O | F | GM | IM | MS | P |
| -- | ----------- | - | - | - | - | -- | -- | -- | - |
| 1  | Mexiko      | 3 | 3 | 0 | 0 | 7  | 2  | +5 | 9 |
| 2  | Gambia      | 3 | 2 | 0 | 1 | 3  | 4  | −1 | 6 |
| 3  | Portugal    | 3 | 1 | 0 | 2 | 4  | 4  | 0  | 3 |
| 4  | Nya Zeeland | 3 | 0 | 0 | 3 | 1  | 5  | −4 | 0 |

|             | 2 juli 2007 | Portugal                   | 2 – 0           | Nya Zeeland | National Soccer Stadium                                     |                                                             |
| 14:15 UTC−4 | 14:15 UTC−4 | Bruno Gama 45′, 61′ (str.) | (1 – 0) Rapport |             | Toronto Publik: 19 526 Domare: Hernando Buitrago (Colombia) | Toronto Publik: 19 526 Domare: Hernando Buitrago (Colombia) |
| 14:15 UTC−4 | 14:15 UTC−4 |                            |                 |             | Toronto Publik: 19 526 Domare: Hernando Buitrago (Colombia) | Toronto Publik: 19 526 Domare: Hernando Buitrago (Colombia) |
| 14:15 UTC−4 | 14:15 UTC−4 |                            |                 |             | Toronto Publik: 19 526 Domare: Hernando Buitrago (Colombia) | Toronto Publik: 19 526 Domare: Hernando Buitrago (Colombia) |

|             | 2 juli 2007 | Gambia | 0 – 3           | Mexiko                                                         | National Soccer Stadium                                     |                                                             |
| 17:00 UTC−4 | 17:00 UTC−4 |        | (0 – 0) Rapport | 57′ Giovanni dos Santos 67′ Hector Moreno 89′ Javier Hernández | Toronto Publik: 19 526 Domare: Ravshan Irmatov (Uzbekistan) | Toronto Publik: 19 526 Domare: Ravshan Irmatov (Uzbekistan) |
| 17:00 UTC−4 | 17:00 UTC−4 |        |                 |                                                                | Toronto Publik: 19 526 Domare: Ravshan Irmatov (Uzbekistan) | Toronto Publik: 19 526 Domare: Ravshan Irmatov (Uzbekistan) |
| 17:00 UTC−4 | 17:00 UTC−4 |        |                 |                                                                | Toronto Publik: 19 526 Domare: Ravshan Irmatov (Uzbekistan) | Toronto Publik: 19 526 Domare: Ravshan Irmatov (Uzbekistan) |

|             | 5 juli 2007 | Nya Zeeland | 0 – 1           | Gambia            | National Soccer Stadium                                   |                                                           |
| 17:00 UTC−4 | 17:00 UTC−4 |             | (0 – 1) Rapport | 22′ Ousman Jallow | Toronto Publik: 19 526 Domare: Joel Aguilar (El Salvador) | Toronto Publik: 19 526 Domare: Joel Aguilar (El Salvador) |
| 17:00 UTC−4 | 17:00 UTC−4 |             |                 |                   | Toronto Publik: 19 526 Domare: Joel Aguilar (El Salvador) | Toronto Publik: 19 526 Domare: Joel Aguilar (El Salvador) |
| 17:00 UTC−4 | 17:00 UTC−4 |             |                 |                   | Toronto Publik: 19 526 Domare: Joel Aguilar (El Salvador) | Toronto Publik: 19 526 Domare: Joel Aguilar (El Salvador) |

|             | 5 juli 2007 | Mexiko                                           | 2 – 1           | Portugal             | National Soccer Stadium                              |                                                      |
| 19:45 UTC−4 | 19:45 UTC−4 | Giovanni dos Santos 48′ (str.) Pablo Barrera 66′ | (0 – 0) Rapport | 89′ Vitorino Antunes | Toronto Publik: 19 526 Domare: Howard Webb (England) | Toronto Publik: 19 526 Domare: Howard Webb (England) |
| 19:45 UTC−4 | 19:45 UTC−4 |                                                  |                 |                      | Toronto Publik: 19 526 Domare: Howard Webb (England) | Toronto Publik: 19 526 Domare: Howard Webb (England) |
| 19:45 UTC−4 | 19:45 UTC−4 |                                                  |                 |                      | Toronto Publik: 19 526 Domare: Howard Webb (England) | Toronto Publik: 19 526 Domare: Howard Webb (England) |

|             | 8 juli 2007 | Portugal               | 1 – 2           | Gambia                                         | Olympic Stadium                                           |                                                           |
| 17:15 UTC−4 | 17:15 UTC−4 | Feliciano Condesso 20′ | (1 – 1) Rapport | 44′ (str.) Ousman Jallow 68′ Abdoulie Mansally | Montreal Publik: 28 402 Domare: Wolfgang Stark (Tyskland) | Montreal Publik: 28 402 Domare: Wolfgang Stark (Tyskland) |
| 17:15 UTC−4 | 17:15 UTC−4 |                        |                 |                                                | Montreal Publik: 28 402 Domare: Wolfgang Stark (Tyskland) | Montreal Publik: 28 402 Domare: Wolfgang Stark (Tyskland) |
| 17:15 UTC−4 | 17:15 UTC−4 |                        |                 |                                                | Montreal Publik: 28 402 Domare: Wolfgang Stark (Tyskland) | Montreal Publik: 28 402 Domare: Wolfgang Stark (Tyskland) |

|             | 8 juli 2007 | Nya Zeeland     | 1 – 2           | Mexiko                                 | Commonwealth Stadium                                       |                                                            |
| 15:15 UTC−6 | 15:15 UTC−6 | Jack Petter 89′ | (0 – 1) Rapport | 24′ Christian Bermudez 78′ Osmar Mares | Edmonton Publik: 29 792 Domare: Mohamed Benouza (Algeriet) | Edmonton Publik: 29 792 Domare: Mohamed Benouza (Algeriet) |
| 15:15 UTC−6 | 15:15 UTC−6 |                 |                 |                                        | Edmonton Publik: 29 792 Domare: Mohamed Benouza (Algeriet) | Edmonton Publik: 29 792 Domare: Mohamed Benouza (Algeriet) |
| 15:15 UTC−6 | 15:15 UTC−6 |                 |                 |                                        | Edmonton Publik: 29 792 Domare: Mohamed Benouza (Algeriet) | Edmonton Publik: 29 792 Domare: Mohamed Benouza (Algeriet) |

### Grupp D
| Nr | Lag       | S | V | O | F | GM | IM | MS | P |
| -- | --------- | - | - | - | - | -- | -- | -- | - |
| 1  | USA       | 3 | 2 | 1 | 0 | 9  | 3  | +6 | 7 |
| 2  | Polen     | 3 | 1 | 1 | 1 | 3  | 7  | −4 | 4 |
| 3  | Brasilien | 3 | 1 | 0 | 2 | 4  | 5  | −1 | 3 |
| 4  | Sydkorea  | 3 | 0 | 2 | 1 | 4  | 5  | −1 | 2 |

|             | 30 juni 2007 | Polen                   | 1 – 0           | Brasilien | Olympic Stadium                                       |                                                       |
| 14:15 UTC−4 | 14:15 UTC−4  | Grzegorz Krychowiak 23′ | (1 – 0) Rapport |           | Montréal Publik: 55 800 Domare: Howard Webb (England) | Montréal Publik: 55 800 Domare: Howard Webb (England) |
| 14:15 UTC−4 | 14:15 UTC−4  |                         |                 |           | Montréal Publik: 55 800 Domare: Howard Webb (England) | Montréal Publik: 55 800 Domare: Howard Webb (England) |
| 14:15 UTC−4 | 14:15 UTC−4  |                         |                 |           | Montréal Publik: 55 800 Domare: Howard Webb (England) | Montréal Publik: 55 800 Domare: Howard Webb (England) |

|             | 30 juni 2007 | Sydkorea           | 1 – 1           | USA               | Olympic Stadium                                            |                                                            |
| 17:00 UTC−4 | 17:00 UTC−4  | Shin Young-Rok 38′ | (1 – 1) Rapport | 17′ Danny Szetela | Montréal Publik: 55 800 Domare: Joel Aguilar (El Salvador) | Montréal Publik: 55 800 Domare: Joel Aguilar (El Salvador) |
| 17:00 UTC−4 | 17:00 UTC−4  |                    |                 |                   | Montréal Publik: 55 800 Domare: Joel Aguilar (El Salvador) | Montréal Publik: 55 800 Domare: Joel Aguilar (El Salvador) |
| 17:00 UTC−4 | 17:00 UTC−4  |                    |                 |                   | Montréal Publik: 55 800 Domare: Joel Aguilar (El Salvador) | Montréal Publik: 55 800 Domare: Joel Aguilar (El Salvador) |

|             | 3 juli 2007 | USA                                                                | 6 – 1           | Polen            | Olympic Stadium                                          |                                                          |
| 17:00 UTC−4 | 17:00 UTC−4 | Danny Szetela 9′, 51′ Freddy Adu 20′, 45+3′, 85′ Josy Altidore 70′ | (3 – 1) Rapport | 5′ Dawid Janczyk | Montréal Publik: 35 801 Domare: Martin Hansson (Sverige) | Montréal Publik: 35 801 Domare: Martin Hansson (Sverige) |
| 17:00 UTC−4 | 17:00 UTC−4 |                                                                    |                 |                  | Montréal Publik: 35 801 Domare: Martin Hansson (Sverige) | Montréal Publik: 35 801 Domare: Martin Hansson (Sverige) |
| 17:00 UTC−4 | 17:00 UTC−4 |                                                                    |                 |                  | Montréal Publik: 35 801 Domare: Martin Hansson (Sverige) | Montréal Publik: 35 801 Domare: Martin Hansson (Sverige) |

|             | 3 juli 2007 | Brasilien                                                     | 3 – 2           | Sydkorea                               | Olympic Stadium                                        |                                                        |
| 19:45 UTC−4 | 19:45 UTC−4 | Antonio Cleilson da Silva Feitosa 35′ Alexandre Pato 48′, 59′ | (1 – 0) Rapport | 83′ Shim Young-Sung 89′ Shin Young-Rok | Montréal Publik: 35 801 Domare: Viktor Kassai (Ungern) | Montréal Publik: 35 801 Domare: Viktor Kassai (Ungern) |
| 19:45 UTC−4 | 19:45 UTC−4 |                                                               |                 |                                        | Montréal Publik: 35 801 Domare: Viktor Kassai (Ungern) | Montréal Publik: 35 801 Domare: Viktor Kassai (Ungern) |
| 19:45 UTC−4 | 19:45 UTC−4 |                                                               |                 |                                        | Montréal Publik: 35 801 Domare: Viktor Kassai (Ungern) | Montréal Publik: 35 801 Domare: Viktor Kassai (Ungern) |

|             | 6 juli 2007 | Brasilien                        | 1 – 2           | USA                    | Frank Clair Stadium                                              |                                                                  |
| 19:45 UTC−4 | 19:45 UTC−4 | George Leandro Abreu de Lima 64′ | (0 – 1) Rapport | 25′, 81′ Jozy Altidore | Ottawa Publik: 26 559 Domare: Alberto Undiano Mallenco (Spanien) | Ottawa Publik: 26 559 Domare: Alberto Undiano Mallenco (Spanien) |
| 19:45 UTC−4 | 19:45 UTC−4 |                                  |                 |                        | Ottawa Publik: 26 559 Domare: Alberto Undiano Mallenco (Spanien) | Ottawa Publik: 26 559 Domare: Alberto Undiano Mallenco (Spanien) |
| 19:45 UTC−4 | 19:45 UTC−4 |                                  |                 |                        | Ottawa Publik: 26 559 Domare: Alberto Undiano Mallenco (Spanien) | Ottawa Publik: 26 559 Domare: Alberto Undiano Mallenco (Spanien) |

|             | 6 juli 2007 | Polen             | 1 – 1           | Sydkorea        | Olympic Stadium                                             |                                                             |
| 19:45 UTC−4 | 19:45 UTC−4 | Dawid Janczyk 45′ | (1 – 0) Rapport | 71′ Lee Sang-ho | Montréal Publik: 34 912 Domare: Enrico Wijngaarde (Surinam) | Montréal Publik: 34 912 Domare: Enrico Wijngaarde (Surinam) |
| 19:45 UTC−4 | 19:45 UTC−4 |                   |                 |                 | Montréal Publik: 34 912 Domare: Enrico Wijngaarde (Surinam) | Montréal Publik: 34 912 Domare: Enrico Wijngaarde (Surinam) |
| 19:45 UTC−4 | 19:45 UTC−4 |                   |                 |                 | Montréal Publik: 34 912 Domare: Enrico Wijngaarde (Surinam) | Montréal Publik: 34 912 Domare: Enrico Wijngaarde (Surinam) |

### Grupp E
| Nr | Lag       | S | V | O | F | GM | IM | MS | P |
| -- | --------- | - | - | - | - | -- | -- | -- | - |
| 1  | Argentina | 3 | 2 | 1 | 0 | 7  | 0  | +7 | 7 |
| 2  | Tjeckien  | 3 | 1 | 2 | 0 | 4  | 3  | +1 | 5 |
| 3  | Nordkorea | 3 | 0 | 2 | 1 | 2  | 3  | −1 | 2 |
| 4  | Panama    | 3 | 0 | 1 | 2 | 1  | 8  | −7 | 1 |

|             | 30 juni 2007 | Nordkorea | 0 – 0   | Panama | Frank Clair Stadium                                      |                                                          |
| 16:30 UTC−4 | 16:30 UTC−4  |           | Rapport |        | Ottawa Publik: 26 559 Domare: Mohamed Benouza (Algeriet) | Ottawa Publik: 26 559 Domare: Mohamed Benouza (Algeriet) |
| 16:30 UTC−4 | 16:30 UTC−4  |           |         |        | Ottawa Publik: 26 559 Domare: Mohamed Benouza (Algeriet) | Ottawa Publik: 26 559 Domare: Mohamed Benouza (Algeriet) |
| 16:30 UTC−4 | 16:30 UTC−4  |           |         |        | Ottawa Publik: 26 559 Domare: Mohamed Benouza (Algeriet) | Ottawa Publik: 26 559 Domare: Mohamed Benouza (Algeriet) |

|             | 30 juni 2007 | Argentina | 0 – 0   | Tjeckien | Frank Clair Stadium                                    |                                                        |
| 19:15 UTC−4 | 19:15 UTC−4  |           | Rapport |          | Ottawa Publik: 26 559 Domare: Martin Hansson (Sverige) | Ottawa Publik: 26 559 Domare: Martin Hansson (Sverige) |
| 19:15 UTC−4 | 19:15 UTC−4  |           |         |          | Ottawa Publik: 26 559 Domare: Martin Hansson (Sverige) | Ottawa Publik: 26 559 Domare: Martin Hansson (Sverige) |
| 19:15 UTC−4 | 19:15 UTC−4  |           |         |          | Ottawa Publik: 26 559 Domare: Martin Hansson (Sverige) | Ottawa Publik: 26 559 Domare: Martin Hansson (Sverige) |

|             | 3 juli 2007 | Tjeckien                           | 2 – 2           | Nordkorea                              | Frank Clair Stadium                                              |                                                                  |
| 17:30 UTC−4 | 17:30 UTC−4 | Luboš Kalouda 56′ Martin Fenin 66′ | (0 – 1) Rapport | 12′ Kim Kum-il 89′ (str.) Jon Kwang-ik | Ottawa Publik: 22 200 Domare: Alberto Undiano Mallenco (Spanien) | Ottawa Publik: 22 200 Domare: Alberto Undiano Mallenco (Spanien) |
| 17:30 UTC−4 | 17:30 UTC−4 |                                    |                 |                                        | Ottawa Publik: 22 200 Domare: Alberto Undiano Mallenco (Spanien) | Ottawa Publik: 22 200 Domare: Alberto Undiano Mallenco (Spanien) |
| 17:30 UTC−4 | 17:30 UTC−4 |                                    |                 |                                        | Ottawa Publik: 22 200 Domare: Alberto Undiano Mallenco (Spanien) | Ottawa Publik: 22 200 Domare: Alberto Undiano Mallenco (Spanien) |

|             | 3 juli 2007 | Panama | 0 – 6           | Argentina                                                                               | Frank Clair Stadium                                             |                                                                 |
| 19:45 UTC−4 | 19:45 UTC−4 |        | (0 – 4) Rapport | 20′, 27′ Maximiliano Moralez 23′ Mauro Zárate 25′, 62′ Sergio Agüero 76′ Ángel Di María | Ottawa Publik: 23 500 Domare: Subkhiddin Mohd Salleh (Malaysia) | Ottawa Publik: 23 500 Domare: Subkhiddin Mohd Salleh (Malaysia) |
| 19:45 UTC−4 | 19:45 UTC−4 |        |                 |                                                                                         | Ottawa Publik: 23 500 Domare: Subkhiddin Mohd Salleh (Malaysia) | Ottawa Publik: 23 500 Domare: Subkhiddin Mohd Salleh (Malaysia) |
| 19:45 UTC−4 | 19:45 UTC−4 |        |                 |                                                                                         | Ottawa Publik: 23 500 Domare: Subkhiddin Mohd Salleh (Malaysia) | Ottawa Publik: 23 500 Domare: Subkhiddin Mohd Salleh (Malaysia) |

|             | 6 juli 2007 | Tjeckien                             | 2 – 1           | Panama              | Olympic Stadium                                         |                                                         |
| 17:00 UTC−4 | 17:00 UTC−4 | Luboš Kalouda 79′ Marek Střeštík 82′ | (0 – 0) Rapport | 84′ Nelson Barahona | Montreal Publik: 34 912 Domare: Steven Depiero (Kanada) | Montreal Publik: 34 912 Domare: Steven Depiero (Kanada) |
| 17:00 UTC−4 | 17:00 UTC−4 |                                      |                 |                     | Montreal Publik: 34 912 Domare: Steven Depiero (Kanada) | Montreal Publik: 34 912 Domare: Steven Depiero (Kanada) |
| 17:00 UTC−4 | 17:00 UTC−4 |                                      |                 |                     | Montreal Publik: 34 912 Domare: Steven Depiero (Kanada) | Montreal Publik: 34 912 Domare: Steven Depiero (Kanada) |

|             | 6 juli 2007 | Argentina         | 1 – 0           | Nordkorea | Frank Clair Stadium                                  |                                                      |
| 17:00 UTC−4 | 17:00 UTC−4 | Sergio Agüero 35′ | (1 – 0) Rapport |           | Ottawa Publik: 26 559 Domare: Viktor Kassai (Ungern) | Ottawa Publik: 26 559 Domare: Viktor Kassai (Ungern) |
| 17:00 UTC−4 | 17:00 UTC−4 |                   |                 |           | Ottawa Publik: 26 559 Domare: Viktor Kassai (Ungern) | Ottawa Publik: 26 559 Domare: Viktor Kassai (Ungern) |
| 17:00 UTC−4 | 17:00 UTC−4 |                   |                 |           | Ottawa Publik: 26 559 Domare: Viktor Kassai (Ungern) | Ottawa Publik: 26 559 Domare: Viktor Kassai (Ungern) |

### Grupp F
| Nr | Lag        | S | V | O | F | GM | IM | MS | P |
| -- | ---------- | - | - | - | - | -- | -- | -- | - |
| 1  | Japan      | 3 | 2 | 1 | 0 | 4  | 1  | +3 | 7 |
| 2  | Nigeria    | 3 | 2 | 1 | 0 | 3  | 0  | +3 | 7 |
| 3  | Costa Rica | 3 | 1 | 0 | 2 | 2  | 3  | −1 | 3 |
| 4  | Skottland  | 3 | 0 | 0 | 3 | 2  | 7  | −5 | 0 |

|             | 1 juli 2007 | Japan                                                     | 3 – 1           | Skottland         | Royal Athletic Park                                       |                                                           |
| 14:15 UTC−7 | 14:15 UTC−7 | Yasuhito Morishima 43′ Tsukasa Umesaki 57′ Jun Aoyama 79′ | (1 – 0) Rapport | 82′ Ross Campbell | Victoria Publik: 11 500 Domare: Germán Arredondo (Mexiko) | Victoria Publik: 11 500 Domare: Germán Arredondo (Mexiko) |
| 14:15 UTC−7 | 14:15 UTC−7 |                                                           |                 |                   | Victoria Publik: 11 500 Domare: Germán Arredondo (Mexiko) | Victoria Publik: 11 500 Domare: Germán Arredondo (Mexiko) |
| 14:15 UTC−7 | 14:15 UTC−7 |                                                           |                 |                   | Victoria Publik: 11 500 Domare: Germán Arredondo (Mexiko) | Victoria Publik: 11 500 Domare: Germán Arredondo (Mexiko) |

|             | 1 juli 2007 | Nigeria         | 1 – 0           | Costa Rica | Royal Athletic Park                                         |                                                             |
| 17:00 UTC−7 | 17:00 UTC−7 | Brown Ideye 75′ | (0 – 0) Rapport |            | Victoria Publik: 11 500 Domare: Peter O'Leary (Nya Zeeland) | Victoria Publik: 11 500 Domare: Peter O'Leary (Nya Zeeland) |
| 17:00 UTC−7 | 17:00 UTC−7 |                 |                 |            | Victoria Publik: 11 500 Domare: Peter O'Leary (Nya Zeeland) | Victoria Publik: 11 500 Domare: Peter O'Leary (Nya Zeeland) |
| 17:00 UTC−7 | 17:00 UTC−7 |                 |                 |            | Victoria Publik: 11 500 Domare: Peter O'Leary (Nya Zeeland) | Victoria Publik: 11 500 Domare: Peter O'Leary (Nya Zeeland) |

|             | 4 juli 2007 | Costa Rica | 0 – 1           | Japan            | Royal Athletic Park                                       |                                                           |
| 17:00 UTC−7 | 17:00 UTC−7 |            | (0 – 0) Rapport | 68′ Atomu Tanaka | Victoria Publik: 10 500 Domare: Wolfgang Stark (Tyskland) | Victoria Publik: 10 500 Domare: Wolfgang Stark (Tyskland) |
| 17:00 UTC−7 | 17:00 UTC−7 |            |                 |                  | Victoria Publik: 10 500 Domare: Wolfgang Stark (Tyskland) | Victoria Publik: 10 500 Domare: Wolfgang Stark (Tyskland) |
| 17:00 UTC−7 | 17:00 UTC−7 |            |                 |                  | Victoria Publik: 10 500 Domare: Wolfgang Stark (Tyskland) | Victoria Publik: 10 500 Domare: Wolfgang Stark (Tyskland) |

|             | 4 juli 2007 | Skottland | 0 – 2           | Nigeria               | Royal Athletic Park                                |                                                    |
| 19:45 UTC−7 | 19:45 UTC−7 |           | (0 – 0) Rapport | 49′, 78′ Ezekiel Bala | Victoria Publik: 10 500 Domare: Terry Vaughn (USA) | Victoria Publik: 10 500 Domare: Terry Vaughn (USA) |
| 19:45 UTC−7 | 19:45 UTC−7 |           |                 |                       | Victoria Publik: 10 500 Domare: Terry Vaughn (USA) | Victoria Publik: 10 500 Domare: Terry Vaughn (USA) |
| 19:45 UTC−7 | 19:45 UTC−7 |           |                 |                       | Victoria Publik: 10 500 Domare: Terry Vaughn (USA) | Victoria Publik: 10 500 Domare: Terry Vaughn (USA) |

|             | 7 juli 2007 | Japan | 0 – 0   | Nigeria | Royal Athletic Park                                       |                                                           |
| 17:00 UTC−7 | 17:00 UTC−7 |       | Rapport |         | Victoria Publik: 11 500 Domare: Germán Arredondo (Mexiko) | Victoria Publik: 11 500 Domare: Germán Arredondo (Mexiko) |
| 17:00 UTC−7 | 17:00 UTC−7 |       |         |         | Victoria Publik: 11 500 Domare: Germán Arredondo (Mexiko) | Victoria Publik: 11 500 Domare: Germán Arredondo (Mexiko) |
| 17:00 UTC−7 | 17:00 UTC−7 |       |         |         | Victoria Publik: 11 500 Domare: Germán Arredondo (Mexiko) | Victoria Publik: 11 500 Domare: Germán Arredondo (Mexiko) |

|             | 7 juli 2007 | Skottland         | 1 – 2           | Costa Rica                                          | Swangard Stadium                                                 |                                                                  |
| 17:00 UTC−7 | 17:00 UTC−7 | Mark Reynolds 18′ | (1 – 0) Rapport | 57′ Pablo Herrera Barrantes 90+2′ Jonathan McDonald | Burnaby Publik: 10 000 Domare: Subkhiddin Mohd Salleh (Malaysia) | Burnaby Publik: 10 000 Domare: Subkhiddin Mohd Salleh (Malaysia) |
| 17:00 UTC−7 | 17:00 UTC−7 |                   |                 |                                                     | Burnaby Publik: 10 000 Domare: Subkhiddin Mohd Salleh (Malaysia) | Burnaby Publik: 10 000 Domare: Subkhiddin Mohd Salleh (Malaysia) |
| 17:00 UTC−7 | 17:00 UTC−7 |                   |                 |                                                     | Burnaby Publik: 10 000 Domare: Subkhiddin Mohd Salleh (Malaysia) | Burnaby Publik: 10 000 Domare: Subkhiddin Mohd Salleh (Malaysia) |

### Ranking av grupptreor
De fyra bästa tredjeplatstagarna kvalificerar sig för åttondelsfinal.
| Lag (grupp)           | S | V | O | F | GM | IM | MS | P |
| --------------------- | - | - | - | - | -- | -- | -- | - |
| Kongo-Brazzaville (A) | 3 | 1 | 1 | 1 | 3  | 4  | −1 | 4 |
| Uruguay (B)           | 3 | 1 | 1 | 1 | 3  | 4  | −1 | 4 |
| Portugal (C)          | 3 | 1 | 0 | 2 | 4  | 4  | 0  | 3 |
| Brasilien (D)         | 3 | 1 | 0 | 2 | 4  | 5  | −1 | 3 |
| Costa Rica (F)        | 3 | 1 | 0 | 2 | 2  | 3  | −1 | 3 |
| Nordkorea (E)         | 3 | 0 | 2 | 1 | 2  | 3  | −1 | 2 |

## Slutspel

### Slutspelsträd
|  | Åttondelsfinaler  | Åttondelsfinaler |                  |       | Kvartsfinaler | Kvartsfinaler |  |  | Semifinaler | Semifinaler |  |  | Final | Final |
|  |                   |                  |                  |       |               |               |  |  |             |             |  |  |       |       |
|  |                   |                  |                  |       |               |               |  |  |             |             |  |  |       |       |
|  |                   |                  |                  |       |               |               |  |  |             |             |  |  |       |       |
|  | Österrike         | 2                |                  |       |               |               |  |  |             |             |  |  |       |       |
|  | Österrike         | 2                |                  |       |               |               |  |  |             |             |  |  |       |       |
|  | Gambia            | 1                |                  |       |               |               |  |  |             |             |  |  |       |       |
|  | Gambia            | 1                | Österrike (e.f.) | 2     |               |               |  |  |             |             |  |  |       |       |
|  |                   |                  | Österrike (e.f.) | 2     |               |               |  |  |             |             |  |  |       |       |
|  |                   | USA              | 1                |       |               |               |  |  |             |             |  |  |       |       |
|  | USA (e.f.)        | USA              | 1                | 2     |               |               |  |  |             |             |  |  |       |       |
|  | USA (e.f.)        |                  |                  | 2     |               |               |  |  |             |             |  |  |       |       |
|  | Uruguay           | 1                |                  |       |               |               |  |  |             |             |  |  |       |       |
|  | Uruguay           | 1                | Österrike        | 0     |               |               |  |  |             |             |  |  |       |       |
|  |                   |                  | Österrike        | 0     |               |               |  |  |             |             |  |  |       |       |
|  |                   | Tjeckien         | 2                |       |               |               |  |  |             |             |  |  |       |       |
|  | Spanien (e.f.)    | Tjeckien         | 2                | 4     |               |               |  |  |             |             |  |  |       |       |
|  | Spanien (e.f.)    |                  |                  | 4     |               |               |  |  |             |             |  |  |       |       |
|  | Brasilien         | 2                |                  |       |               |               |  |  |             |             |  |  |       |       |
|  | Brasilien         | 2                | Spanien          | 1 (3) |               |               |  |  |             |             |  |  |       |       |
|  |                   |                  | Spanien          | 1 (3) |               |               |  |  |             |             |  |  |       |       |
|  |                   | Tjeckien (str.)  | 1 (4)            |       |               |               |  |  |             |             |  |  |       |       |
|  | Japan             | Tjeckien (str.)  | 1 (4)            | 2 (3) |               |               |  |  |             |             |  |  |       |       |
|  | Japan             |                  |                  | 2 (3) |               |               |  |  |             |             |  |  |       |       |
|  | Tjeckien (str.)   | 2 (4)            |                  |       |               |               |  |  |             |             |  |  |       |       |
|  | Tjeckien (str.)   | 2 (4)            | Tjeckien         | 1     |               |               |  |  |             |             |  |  |       |       |
|  |                   |                  | Tjeckien         | 1     |               |               |  |  |             |             |  |  |       |       |
|  |                   | Argentina        | 2                |       |               |               |  |  |             |             |  |  |       |       |
|  | Argentina         | Argentina        | 2                | 3     |               |               |  |  |             |             |  |  |       |       |
|  | Argentina         |                  |                  | 3     |               |               |  |  |             |             |  |  |       |       |
|  | Polen             | 1                |                  |       |               |               |  |  |             |             |  |  |       |       |
|  | Polen             | 1                | Argentina        | 1     |               |               |  |  |             |             |  |  |       |       |
|  |                   |                  | Argentina        | 1     |               |               |  |  |             |             |  |  |       |       |
|  |                   | Mexiko           | 0                |       |               |               |  |  |             |             |  |  |       |       |
|  | Mexiko            | Mexiko           | 0                | 3     |               |               |  |  |             |             |  |  |       |       |
|  | Mexiko            |                  |                  | 3     |               |               |  |  |             |             |  |  |       |       |
|  | Kongo-Brazzaville | 0                |                  |       |               |               |  |  |             |             |  |  |       |       |
|  | Kongo-Brazzaville | 0                | Argentina        | 3     |               |               |  |  |             |             |  |  |       |       |
|  |                   |                  | Argentina        | 3     |               |               |  |  |             |             |  |  |       |       |
|  |                   | Chile            | 0                |       | Bronsmatch    | Bronsmatch    |  |  |             |             |  |  |       |       |
|  | Chile             | Chile            | 0                | 1     | Bronsmatch    | Bronsmatch    |  |  |             |             |  |  |       |       |
|  | Chile             |                  |                  | 1     |               |               |  |  |             |             |  |  |       |       |
|  | Portugal          | 0                |                  |       |               |               |  |  |             |             |  |  |       |       |
|  | Portugal          | 0                | Chile (e.f.)     | 4     | Österrike     | 0             |  |  |             |             |  |  |       |       |
|  |                   |                  | Chile (e.f.)     | 4     | Österrike     | 0             |  |  |             |             |  |  |       |       |
|  |                   | Nigeria          | 0                |       | Chile         | 1             |  |  |             |             |  |  |       |       |
|  | Zambia            | Nigeria          | 0                | 1     | Chile         | 1             |  |  |             |             |  |  |       |       |
|  | Zambia            |                  |                  | 1     |               |               |  |  |             |             |  |  |       |       |
|  | Nigeria           | 2                |                  |       |               |               |  |  |             |             |  |  |       |       |
|  | Nigeria           | 2                |                  |       |               |               |  |  |             |             |  |  |       |       |

### Åttondelsfinaler
|             | 11 juli 2007 | Österrike                              | 2 – 1           | Gambia           | Commonwealth Stadium                                       |                                                            |
| 17:00 UTC−6 | 17:00 UTC−6  | Sebastian Prödl 45+1′ Erwin Hoffer 81′ | (1 – 0) Rapport | 69′ Pierra Gòmez | Edmonton Publik: 18 721 Domare: Mohamed Benouza (Algeriet) | Edmonton Publik: 18 721 Domare: Mohamed Benouza (Algeriet) |
| 17:00 UTC−6 | 17:00 UTC−6  |                                        |                 |                  | Edmonton Publik: 18 721 Domare: Mohamed Benouza (Algeriet) | Edmonton Publik: 18 721 Domare: Mohamed Benouza (Algeriet) |
| 17:00 UTC−6 | 17:00 UTC−6  |                                        |                 |                  | Edmonton Publik: 18 721 Domare: Mohamed Benouza (Algeriet) | Edmonton Publik: 18 721 Domare: Mohamed Benouza (Algeriet) |

|             | 11 juli 2007 | USA                                               | 0000 2 – 1 (e.fl.) | Argentina       | National Soccer Stadium                                     |                                                             |
| 19:45 UTC−4 | 19:45 UTC−4  | Mathias Cardaccio 87′ (sjm.) Michael Bradley 107′ | (0 – 0) Rapport    | 73′ Luis Suárez | Toronto Publik: 19 526 Domare: Ravsjan Irmatov (Uzbekistan) | Toronto Publik: 19 526 Domare: Ravsjan Irmatov (Uzbekistan) |
| 19:45 UTC−4 | 19:45 UTC−4  |                                                   |                    |                 | Toronto Publik: 19 526 Domare: Ravsjan Irmatov (Uzbekistan) | Toronto Publik: 19 526 Domare: Ravsjan Irmatov (Uzbekistan) |
| 19:45 UTC−4 | 19:45 UTC−4  |                                                   |                    |                 | Toronto Publik: 19 526 Domare: Ravsjan Irmatov (Uzbekistan) | Toronto Publik: 19 526 Domare: Ravsjan Irmatov (Uzbekistan) |

|             | 11 juli 2007 | Spanien                                                                                     | 0000 4 – 2 (e.fl.) | Brasilien                                         | Swangard Stadium                                        |                                                         |
| 20:15 UTC−7 | 20:15 UTC−7  | Gerard Piqué 43′ Francisco Javier García 84′ Alberto Bueno 102′ Adrián López Álvarez 120+1′ | (1 – 2) Rapport    | 39′ Luis Leandro Abreu de Lima 41′ Alexandre Pato | Burnaby Publik: 10 000 Domare: Martin Hansson (Sverige) | Burnaby Publik: 10 000 Domare: Martin Hansson (Sverige) |
| 20:15 UTC−7 | 20:15 UTC−7  |                                                                                             |                    |                                                   | Burnaby Publik: 10 000 Domare: Martin Hansson (Sverige) | Burnaby Publik: 10 000 Domare: Martin Hansson (Sverige) |
| 20:15 UTC−7 | 20:15 UTC−7  |                                                                                             |                    |                                                   | Burnaby Publik: 10 000 Domare: Martin Hansson (Sverige) | Burnaby Publik: 10 000 Domare: Martin Hansson (Sverige) |

|             | 11 juli 2007 | Japan                                                                         | 0000 2 – 2 (e.fl.)         | Tjeckien                                                            | Royal Athletic Park                                          |                                                              |
| 20:15 UTC−7 | 20:15 UTC−7  | Tomoaki Makino 22′ Yasuhito Morishima 47′ (str.)                              | (1 − 0) Rapport            | 74′ (str.) Ondřej Kúdela 77′ (str.) Jakub Mareš                     | Victoria Publik: 11 500 Domare: Hernando Buitrago (Colombia) | Victoria Publik: 11 500 Domare: Hernando Buitrago (Colombia) |
| 20:15 UTC−7 | 20:15 UTC−7  |                                                                               |                            |                                                                     | Victoria Publik: 11 500 Domare: Hernando Buitrago (Colombia) | Victoria Publik: 11 500 Domare: Hernando Buitrago (Colombia) |
| 20:15 UTC−7 | 20:15 UTC−7  | Michihiro Yasuda Kota Aoki Tomoaki Makino Yasuhito Morishima Yosuke Kashiwagi | Straffsparksläggning 3 − 4 | Martin Fenin Ondřej Kúdela Marek Suchý Tomáš Pekhart Tomáš Okleštěk | Victoria Publik: 11 500 Domare: Hernando Buitrago (Colombia) | Victoria Publik: 11 500 Domare: Hernando Buitrago (Colombia) |

|             | 12 juli 2007 | Zambia           | 1 – 2           | Nigeria                                | Frank Clair Stadium                                     |                                                         |
| 16:45 UTC−4 | 16:45 UTC−4  | Rodgers Kola 33′ | (1 – 1) Rapport | 3′ Uwa Echiejile 57′ Chukwuma Akabueze | Ottawa Publik: 22 531 Domare: Wolfgang Stark (Tyskland) | Ottawa Publik: 22 531 Domare: Wolfgang Stark (Tyskland) |
| 16:45 UTC−4 | 16:45 UTC−4  |                  |                 |                                        | Ottawa Publik: 22 531 Domare: Wolfgang Stark (Tyskland) | Ottawa Publik: 22 531 Domare: Wolfgang Stark (Tyskland) |
| 16:45 UTC−4 | 16:45 UTC−4  |                  |                 |                                        | Ottawa Publik: 22 531 Domare: Wolfgang Stark (Tyskland) | Ottawa Publik: 22 531 Domare: Wolfgang Stark (Tyskland) |

|             | 12 juli 2007 | Argentina                                 | 3 – 1           | Polen             | National Soccer Stadium                                   |                                                           |
| 16:45 UTC−4 | 16:45 UTC−4  | Ángel Di María 40′ Sergio Agüero 46′, 86′ | (1 – 1) Rapport | 33′ Dawid Janczyk | Toronto Publik: 19 526 Domare: Joel Aguilar (El Salvador) | Toronto Publik: 19 526 Domare: Joel Aguilar (El Salvador) |
| 16:45 UTC−4 | 16:45 UTC−4  |                                           |                 |                   | Toronto Publik: 19 526 Domare: Joel Aguilar (El Salvador) | Toronto Publik: 19 526 Domare: Joel Aguilar (El Salvador) |
| 16:45 UTC−4 | 16:45 UTC−4  |                                           |                 |                   | Toronto Publik: 19 526 Domare: Joel Aguilar (El Salvador) | Toronto Publik: 19 526 Domare: Joel Aguilar (El Salvador) |

|             | 12 juli 2007 | Mexiko                                                             | 3 – 0           | Kongo-Brazzaville | Olympic Stadium                                        |                                                        |
| 19:45 UTC−4 | 19:45 UTC−4  | Giovani dos Santos 23′ (str.) Omar Esparza 85′ Pablo Barrera 90+4′ | (1 – 0) Rapport |                   | Montreal Publik: 40 204 Domare: Viktor Kassai (Ungern) | Montreal Publik: 40 204 Domare: Viktor Kassai (Ungern) |
| 19:45 UTC−4 | 19:45 UTC−4  |                                                                    |                 |                   | Montreal Publik: 40 204 Domare: Viktor Kassai (Ungern) | Montreal Publik: 40 204 Domare: Viktor Kassai (Ungern) |
| 19:45 UTC−4 | 19:45 UTC−4  |                                                                    |                 |                   | Montreal Publik: 40 204 Domare: Viktor Kassai (Ungern) | Montreal Publik: 40 204 Domare: Viktor Kassai (Ungern) |

|             | 12 juli 2007 | Chile            | 1 – 0           | Portugal | Commonwealth Stadium                                              |                                                                   |
| 17:45 UTC−6 | 17:45 UTC−6  | Arturo Vidal 45′ | (1 – 0) Rapport |          | Edmonton Publik: 24 687 Domare: Subkhiddin Mohd Salleh (Malaysia) | Edmonton Publik: 24 687 Domare: Subkhiddin Mohd Salleh (Malaysia) |
| 17:45 UTC−6 | 17:45 UTC−6  |                  |                 |          | Edmonton Publik: 24 687 Domare: Subkhiddin Mohd Salleh (Malaysia) | Edmonton Publik: 24 687 Domare: Subkhiddin Mohd Salleh (Malaysia) |
| 17:45 UTC−6 | 17:45 UTC−6  |                  |                 |          | Edmonton Publik: 24 687 Domare: Subkhiddin Mohd Salleh (Malaysia) | Edmonton Publik: 24 687 Domare: Subkhiddin Mohd Salleh (Malaysia) |

### Kvartsfinaler
|             | 14 juli 2007 | Österrike                          | 0000 2 – 1 (e.fl.) | USA               | National Soccer Stadium                                 |                                                         |
| 14:15 UTC−4 | 14:15 UTC−4  | Rubin Okotie 43′ Erwin Hoffer 105′ | (1 – 1) Rapport    | 15′ Jozy Altidore | Toronto Publik: 19 526 Domare: Martin Hansson (Sverige) | Toronto Publik: 19 526 Domare: Martin Hansson (Sverige) |
| 14:15 UTC−4 | 14:15 UTC−4  |                                    |                    |                   | Toronto Publik: 19 526 Domare: Martin Hansson (Sverige) | Toronto Publik: 19 526 Domare: Martin Hansson (Sverige) |
| 14:15 UTC−4 | 14:15 UTC−4  |                                    |                    |                   | Toronto Publik: 19 526 Domare: Martin Hansson (Sverige) | Toronto Publik: 19 526 Domare: Martin Hansson (Sverige) |

|             | 14 juli 2007 | Spanien                                                          | 0000 1 – 1 (e.fl.)         | Tjeckien                                             | Commonwealth Stadium                                         |                                                              |
| 17:45 UTC−6 | 17:45 UTC−6  | Juan Mata 110′                                                   | (0 – 0) Rapport            | 103′ Luboš Kalouda                                   | Edmonton Publik: 26 801 Domare: Ravsjan Irmatov (Uzbekistan) | Edmonton Publik: 26 801 Domare: Ravsjan Irmatov (Uzbekistan) |
| 17:45 UTC−6 | 17:45 UTC−6  |                                                                  |                            |                                                      | Edmonton Publik: 26 801 Domare: Ravsjan Irmatov (Uzbekistan) | Edmonton Publik: 26 801 Domare: Ravsjan Irmatov (Uzbekistan) |
| 17:45 UTC−6 | 17:45 UTC−6  | Juan Mata Adrián González Marc Valiente Javi García Gerard Piqué | Straffsparksläggning 3 – 4 | Martin Fenin Marek Suchý Ondřej Kúdela Tomáš Pekhart | Edmonton Publik: 26 801 Domare: Ravsjan Irmatov (Uzbekistan) | Edmonton Publik: 26 801 Domare: Ravsjan Irmatov (Uzbekistan) |

|             | 15 juli 2007 | Chile                                                                        | 0000 4 – 0 (e.fl.) | Nigeria | Olympic Stadium                                       |                                                       |
| 14:15 UTC−4 | 14:15 UTC−4  | Jaime Grondona 96′ Mauricio Isla 114′ (str.), 117′ Mathias Vidangossy 120+2′ | (0 – 0) Rapport    |         | Montreal Publik: 46 252 Domare: Howard Webb (England) | Montreal Publik: 46 252 Domare: Howard Webb (England) |
| 14:15 UTC−4 | 14:15 UTC−4  |                                                                              |                    |         | Montreal Publik: 46 252 Domare: Howard Webb (England) | Montreal Publik: 46 252 Domare: Howard Webb (England) |
| 14:15 UTC−4 | 14:15 UTC−4  |                                                                              |                    |         | Montreal Publik: 46 252 Domare: Howard Webb (England) | Montreal Publik: 46 252 Domare: Howard Webb (England) |

|             | 15 juli 2007 | Argentina               | 1 – 0           | Mexiko | Frank Clair Stadium                                              |                                                                  |
| 19:45 UTC−4 | 19:45 UTC−4  | Maximiliano Moralez 45′ | (1 – 0) Rapport |        | Ottawa Publik: 26 559 Domare: Alberto Undiano Mallenco (Spanien) | Ottawa Publik: 26 559 Domare: Alberto Undiano Mallenco (Spanien) |
| 19:45 UTC−4 | 19:45 UTC−4  |                         |                 |        | Ottawa Publik: 26 559 Domare: Alberto Undiano Mallenco (Spanien) | Ottawa Publik: 26 559 Domare: Alberto Undiano Mallenco (Spanien) |
| 19:45 UTC−4 | 19:45 UTC−4  |                         |                 |        | Ottawa Publik: 26 559 Domare: Alberto Undiano Mallenco (Spanien) | Ottawa Publik: 26 559 Domare: Alberto Undiano Mallenco (Spanien) |

### Semifinaler
|             | 18 juli 2007 | Österrike | 0 – 2           | Tjeckien                         | Commonwealth Stadium                                  |                                                       |
| 17:45 UTC−6 | 17:45 UTC−6  |           | (0 – 2) Rapport | 4′ Tomáš Mičola 15′ Martin Fenin | Edmonton Publik: 28 401 Domare: Howard Webb (England) | Edmonton Publik: 28 401 Domare: Howard Webb (England) |
| 17:45 UTC−6 | 17:45 UTC−6  |           |                 |                                  | Edmonton Publik: 28 401 Domare: Howard Webb (England) | Edmonton Publik: 28 401 Domare: Howard Webb (England) |
| 17:45 UTC−6 | 17:45 UTC−6  |           |                 |                                  | Edmonton Publik: 28 401 Domare: Howard Webb (England) | Edmonton Publik: 28 401 Domare: Howard Webb (England) |

|             | 19 juli 2007 | Chile | 0 – 3           | Argentina                                                      | National Soccer Stadium                                  |                                                          |
| 19:45 UTC−4 | 19:45 UTC−4  |       | (0 – 1) Rapport | 12′ Ángel Di María 65′ Claudio Yacob 90+3′ Maximiliano Moralez | Toronto Publik: 19 526 Domare: Wolfgang Stark (Tyskland) | Toronto Publik: 19 526 Domare: Wolfgang Stark (Tyskland) |
| 19:45 UTC−4 | 19:45 UTC−4  |       |                 |                                                                | Toronto Publik: 19 526 Domare: Wolfgang Stark (Tyskland) | Toronto Publik: 19 526 Domare: Wolfgang Stark (Tyskland) |
| 19:45 UTC−4 | 19:45 UTC−4  |       |                 |                                                                | Toronto Publik: 19 526 Domare: Wolfgang Stark (Tyskland) | Toronto Publik: 19 526 Domare: Wolfgang Stark (Tyskland) |

### Bronsmatch
|             | 22 juli 2007 | Argentina | 0 – 1           | Chile               | National Soccer Stadium                                 |                                                         |
| 12:15 UTC−4 | 12:15 UTC−4  |           | (0 – 1) Rapport | 45+1′ Hans Martínez | Toronto Publik: 19 526 Domare: Martin Hansson (Sverige) | Toronto Publik: 19 526 Domare: Martin Hansson (Sverige) |
| 12:15 UTC−4 | 12:15 UTC−4  |           |                 |                     | Toronto Publik: 19 526 Domare: Martin Hansson (Sverige) | Toronto Publik: 19 526 Domare: Martin Hansson (Sverige) |
| 12:15 UTC−4 | 12:15 UTC−4  |           |                 |                     | Toronto Publik: 19 526 Domare: Martin Hansson (Sverige) | Toronto Publik: 19 526 Domare: Martin Hansson (Sverige) |

### Final
|             | 22 juli 2007 | Tjeckien         | 1 – 2           | Argentina                          | National Soccer Stadium                                           |                                                                   |
| 15:15 UTC−4 | 15:15 UTC−4  | Martin Fenin 60′ | (0 – 0) Rapport | 62′ Sergio Agüero 86′ Mauro Zárate | Toronto Publik: 19 526 Domare: Alberto Undiano Mallenco (Spanien) | Toronto Publik: 19 526 Domare: Alberto Undiano Mallenco (Spanien) |
| 15:15 UTC−4 | 15:15 UTC−4  |                  |                 |                                    | Toronto Publik: 19 526 Domare: Alberto Undiano Mallenco (Spanien) | Toronto Publik: 19 526 Domare: Alberto Undiano Mallenco (Spanien) |
| 15:15 UTC−4 | 15:15 UTC−4  |                  |                 |                                    | Toronto Publik: 19 526 Domare: Alberto Undiano Mallenco (Spanien) | Toronto Publik: 19 526 Domare: Alberto Undiano Mallenco (Spanien) |

## Skytteligan
5 mål
| - Sergio Agüero | - Adrián López |  |

4 mål
| - Maximiliano Moralez | - Josmer Altidore |  |

3 mål
| - Ángel Di María - Erwin Hoffer | - Alexandre Pato - Luboš Kalouda | - Giovanni dos Santos - Dawid Janczyk | - Freddy Adu - Danny Szetela |

2 mål
| - Rubin Okotie - Leandro Lima - Jaime Grondona - Mauricio Isla - Nicolás Medina | - Arturo Vidal - Martin Fenin - Ousman Jallow - Yasuhito Morishima - Abdallah Salim | - Pablo Barrera - Ezekiel Bala - Bruno Gama - Shin Young-Rok | - Juan Manuel Mata - Edinson Cavani - Luis Suárez - Rodgers Kola |

1 mål
| - Claudio Yacob - Mauro Zárate - Sebastian Prödl | - Amaral - Carlos Carmona - Alexis Sánchez | - Mathías Vidangossy - Franchel Ibara | - Gracia Ikouma - Ermejea Ngakosso |